# Le Malzieu-Ville (kanton)

A kanton községei

Le Malzieu-Ville kanton (franciául Canton du Malzieu-Ville) Lozère megye legészakabbi kantonja a Mende-i kerületben, mely Cantal és Haute-Loire megyékkel is határos. Központja Le Malzieu-Ville.
Területe 160,85 km², 1999-ben 2320 lakosa volt, népsűrűsége 14 fő/km². A Margeride-hegység nyugati oldalának 9 községe (commune) tartozik hozzá.
A kanton területének 26,9%-át (43,28 km²) borítja erdő.

## Községek
| Község neve             | Terület (km²) | Népesség (1999, fő) | Népsűrűség (1999, fő/km²) |
| ----------------------- | ------------- | ------------------- | ------------------------- |
| Chaulhac                | 9,47          | 79                  | 8,3                       |
| Julianges               | 9,42          | 71                  | 7,5                       |
| Le Malzieu-Forain       | 48,65         | 357                 | 7,3                       |
| Le Malzieu-Ville        | 7,80          | 970                 | 124                       |
| Paulhac-en-Margeride    | 15,79         | 120                 | 7,6                       |
| Prunières               | 13,09         | 175                 | 13                        |
| Saint-Léger-du-Malzieu  | 18,92         | 189                 | 10                        |
| Saint-Pierre-le-Vieux   | 15,55         | 241                 | 15                        |
| Saint-Privat-du-Fau     | 22,16         | 118                 | 5,3                       |
| Le Malzieu-Ville kanton | 150,85        | 2320                | 14                        |

## Népesség
| Év   | Lakosság |
| ---- | -------- |
| 1962 | 2079     |
| 1968 | 1775     |
| 1975 | 1588     |
| 1982 | 1569     |
| 1990 | 1413     |
| 1999 | 1334     |